# Julia Sweeney
Julia Anne Sweeney (10 de octubre de 1959) es una actriz, comediante y escritora estadounidense conocida por su participación en Saturday Night Live y otros shows.

## Vida personal
Sweeney nació en Spokane, Washington, hija de Jeri, ama de casa, y Robert M. Sweeney, abogado y procurador general quien realizó una aparición en la película It's Pat como sacerdote. Es la mayor de los cinco hijos, fue criada en Spokane, donde demostró su talento para imitar voces e inventar personajes. Hizo algunas apariciones memorables en obras del colegio. Cursó estudios en la Universidad de Washington. Luego de graduarse, Sweeney se mudó a Los Ángeles donde realizó varios trabajos, se desempeñó en Columbia Pictures y United Artists, antes de volcar nuevamente su atención a la actuación. Actualmente se encuentra casada con el científico Michael Blum. La pareja y su hija, Tara Mulan, se mudaron a Chicago durante el 2009.

## Carrera
En 1988, Sweeney tomó clases con el grupo de comedia improvisada The Groundlings, y luego fue elegida para formar parte del grupo llamado Sunday Company.  Fue con The Groundlings donde comenzó a desarrollar personajes que luego interpretará en teatro, cine y televisión. Entre ellos Mea Culpa, el personaje de Mea's Big Apology (coescrito con Stephen Hibbert), con la cual ganó el premio al mejor guion de la revista L.A. Weekly en 1988; y el andrógino Pat, personaje principal del sketch de Saturday Night Live It's Pat!, personaje que luego sería protagonista de una película.
En 1992 trabajó con la banda de rock Ugly Kid Joe, actuando en el video musical de su hit "Neighbor".
En 1994, tuvo un pequeño papel como "Raquel" en la película Pulp Fiction.

### Saturday Night Live
Durante una actuación en Groundlings en 1989, Lorne Michaels, productor de Saturday Night Live descubre a Sweeney y le ofrece una aparición en el programa. Se unió al reparto regular de SNL al año siguiente y actuó durante cuatro temporadas, de 1990 a 1994.

### Monólogos
Sweeney creó e interpretó tres monólogos autobiográficos, God Said Ha!, In the Family Way, y Letting Go of God.

### Otros papeles
Sweeney también participó en películas como Pulp Fiction, Clockstoppers, Whatever It Takes, y Stuart Little. En televisión, actuó en rol principal en las series George & Leo y Maybe It's Me y como invitada especial en 3rd Rock from the Sun, Hope & Gloria, Mad About You, y According to Jim. En 2004, Sweeney fue coprotagonista en dos episodios de Frasier y como actriz invitada en Sex and the City. Realizó actuaciones de voz en The Goode Family y Back at the Barnyard.